# Maré Alta
Maré Alta - foi uma série cómica exibida pela SIC entre 23 de Maio de 2004 e 9 de Janeiro de 2005 e que contou com 30 episódios, além de um especial de Natal. 
A série, produzida por Jorge Marecos, foi inspirada na série Zorra Total da Globo. Cada programa tinha a duração de 45 minutos e constituído por quadros de comédia. Curiosamente eram sempre os mesmos quadros que iam variando em convidados ou em pequenos pormenores. Maré Alta também tinha perto ou no final de cada episódio um espectáculo.

## Elenco
- Adelaide de Sousa
- Afonso Vilela
- Alberto Quaresma
- Alda Gomes
- Alexandra Leite
- Almeno Gonçalves
- Ana Afonso
- Ana Bastos
- Ana Bustorff
- Ana Cláudia
- Andreia Diniz
- António Melo
- Carla Matadinho
- Carla Salgueiro
- Carlos Areia
- Carlos Cunha
- Carlos Curto
- Carlos Oliveira
- Carlos Rodrigues
- Carlos Sebastião
- Carlos Teixeira
- Carlos Vieira de Almeida
- Catarina Gonçalves
- Cláudia Vieira
- Cristina Cavalinhos
- Dânia Neto
- Diogo Morgado
- Eduardo Madeira
- Edmundo Rosa
- Elsa Raposo
- Eurico Lopes
- Fátima Preto
- Fernando Rocha
- Francisco D'Orey
- Gustavo Santos
- Helena Laureano
- Henrique Viana
- Igor Sampaio
- João de Carvalho
- João Didelet
- João Gamboa
- João Maria Pinto
- João Rodrigo
- Joaquim Guerreiro
- Joaquim Nicolau
- Jorge Corrula
- Jorge Gomes
- Jorge Henriques
- Jorge Mourato
- Jorge Silva
- José Boavida
- José Fidalgo
- Licinio França
- Liliana Aguiar
- Liliana Santos
- Luís Mascarenhas
- Mafalda Vilhena
- Manuel Castro e Silva
- Manuel Sá Pessoa
- Manuela Cassola
- Márcia Breia
- Márcia Leal
- Marco Costa
- Maria Emília Correia
- Maria Tavares
- Marina Albuquerque
- Marina Silva
- Miriam Santos
- Nuno Guerreiro
- Núria Madruga
- Óscar Branco
- Paula Marcelo
- Paulo Pires
- Paulo Rocha
- Pedro Alpiarça
- Pedro Pinheiro
- Pedro Raposo
- Pêpê Rapazote
- Octávio de Matos
- Olga Diegues
- Orlando Costa
- Raquel Almeida
- Raquel Henriques
- Raquel Maria
- Ricardo Madeira
- Rita Pereira
- Rodrigo Menezes
- Rosa Villa
- Rute Marques
- Rui Paulo
- Rui de Sá
- Sandra B
- Sara Aleixo
- Sílvia Pfeifer
- Sónia Aragão
- Sónia Brazão
- Sofia Nicholson
- Susana Gonçalves
- Sylvie Dias
- Thiago Justino
- Vera Alves
- Vitor Emanuel
- Vítor Espadinha

## Episódios
- 1 - 23 de Maio de 2004
- 2 - 30 de Maio de 2004
- 3 - 06 de Junho de 2004
- 4 - 27 de Junho de 2004
- 5 - 04 de Julho de 2004
- 6 - 11 de Julho de 2004
- 7 - 18 de Julho de 2004
- 8 - 25 de Julho de 2004
- 9 - 01 de Agosto de 2004
- 10 - 08 de Agosto de 2004
- 11 - 22 de Agosto de 2004
- 12 - 29 de Agosto de 2004
- 13 - 05 de Setembro de 2004
- 14 - 12 de Setembro de 2004
- 15 - 19 de Setembro de 2004
- 16 - 26 de Setembro de 2004
- 17 - 03 de Outubro de 2004
- 18 - 10 de Outubro de 2004
- 19 - 17 de Outubro de 2004
- 20 - 24 de Outubro de 2004
- 21 - 31 de Outubro de 2004
- 22 - 07 de Novembro de 2004
- 23 - 14 de Novembro de 2004
- 24- 21 de Novembro de 2004
- 25 - 28 de Novembro de 2004
- 26 - 05 de Dezembro de 2004
- 27 - 12 de Dezembro de 2004
- ESPECIAL NATAL - 24 de Dezembro de 2004
- 28 - 26 de Dezembro de 2004
- 29 - 02 de Janeiro de 2005
- 30 - 09 de Janeiro de 2005